# جازولو
جازولو (بالمانتوفانو : Gasöl) هي بلدية (منطقة إدارية) في مقاطعة مانتوفا في إيطاليا في منطقة لومباردي ، وتقع على بعد حوالي 120 كيلومتر (75 ميل) جنوب شرق ميلانو وحوالي 20 كيلومتر (12 ميل) جنوب غرب مانتوفا، وكانت المدينة في حيازة عائلة غونزاغا على يد السيد مانتوا، في أواخر العصور الوسطى ، وكان جون هوكوود قائد المرتزقة الإنجليزي الشهير في إيطاليا في القرن الرابع عشر ، سيد هذه المدينة في فترة السبعينات والثمانينيات من القرن التاسع عشر
تحدها البلديات التالية: كوميساجو، وماركاريا، وسان ماريتينو دال أرجين، وسبينيدا، وفيادانا .

## معالم السياحية الرئيسة
- أروقة غونزاغا
- قصر جونزاغا
- كنيسة ماريا ناسنت (القرن السابع عشر)
- كنيسة القديس روش
- خطابة سان بيترو البلفورتي (القرن العاشر)